# نجف‌آباد (آشتیان)
نجف آباد روستایی از توابع بخش مرکزی شهرستان آشتیان در استان مرکزی ایران است. روستای نجف آباد در ۱۰ کیلومتری فرمهین و ۶۰ کیلومتری شهر اراک در منطقه فراهان واقع شده‌است.

## جمعیت
این روستا در دهستان سیاوشان قرار دارد و بر اساس سرشماری سرشماری مرکز آمار ایران در سال ۱۳۹۵، جمعیت آن ۱۹۷ نفر (۷۶ خانوار) بوده است.

## افراد سرشناس نجف آباد
- امیرالله سلطانی نجف آبادی فراهانی

از خیرین و کسبه قدیمی بازار برادر دکتر اسدالله سلطانی و عموی دکتر محمد سلطانی و دکتر علیرضا سلطانی و پدر دکتر محمدحسین سلطانی
- دکتر اسدالله سلطانی نجف آبادی فراهانی

از داروسازان قدیمی و با تجربه
- دکتر محمدحسین سلطانی نجف آبادی فراهانی

از پزشکان سر شناس کشور 
- دکتر محمد سلطانی نجف آبادی فراهانی

داروساز
- دکتر علیرضا سلطانی نجف آبادی فراهانی

از کارآفرین های فعال کشور که در زمینه ایجاد شغل برای ناشنوایان و معلولین بسیار فعال میباشد .